# فردیناند آدامز
فردیناند آدامز (انگلیسی: Ferdinand Adams؛ ۳ مهٔ ۱۹۰۳ – ۱۹۹۲ ) یک بازیکن فوتبال اهل بلژیک بود.
وی همچنین در تیم ملی فوتبال بلژیک بازی کرده‌است.